# Vítkovo kvarteto
Vítkovo kvarteto je česká bigbeatová skupina z Prahy, vystupující od počátku 80. let. Po celou dobu své existence vystupuje s prakticky neměnným repertoárem. Mezi nejznámější písně skupiny patří Pražskej démon.

## Historie
Vítkovo kvarteto se pod původním názvem Vítkovo částečně odvážné rockové kvarteto zformovalo počátkem 80. let 20. století kolem Jiřího Růžka, který byl v té době ve při s Michalem Ambrožem, kdo z nich má lepší kapelu. Původně se zpěvákem Růžkem hrál bubeník Benjamin Vítek, kytaristé Petr Mráz a Jan Šulc a Rostislav Hapl na basovou kytaru. Celou existenci kapely provázejí parodické situace a její členové se vyznačují smyslem pro humor a nadsázku (kapela například navzdory svému názvu většinou nevystupovala ve čtyřčlenném složení nebo uspořádala fiktivní poslední koncert, po kterém byli členové odvezeni pohřebním vozem).
| „                                | Naše tvorba rozdělila posluchače na dva antagonistické tábory. Polovina jsou rockeři, kteří za námi začali jezdit stovky kilometrů, protože jsme dokázali ukojit jejich hlad po hard rocku, druhou polovinu tvoří ti umělecky založení, kteří prohlašují, že větší blbinu ještě neviděli. | “ |
| — Jiří Růžek, Mladý svět 14/1986 | |   |

Ještě v období před Sametovou revolucí se zúčastnila několika hudebních festivalů a dosáhla na některá ocenění. V pražské Lucerně byla pod záštitou kapely uspořádána událost nazvaná Společenské setkání přátel Vítkova kvarteta, což bylo hudební vystoupení několika kapel (např. Laura a její tygři), na kterém však členové Vítkova kvarteta figurovali v roli posluchačů hodujících u stolu s večeří.
Repertoár kapely se v průběhu času téměř nezměnil. V roce 2025 vydala kapela své druhé studiové album, které se skládá z 12 písní, z nichž každá měla premiéru vždy poslední pátek v měsíci na rádiu Beat.

## Sestava
- Jiří Růžek – zpěv
- Jan Pokorný – baskytara
- Petr Mráz – kytara
- Benjamin Vítek – bicí
- Petr Váňa – kytara
- Pavel Jiroušek – klávesy
- Vladimír Vintr – baskytara[8]

## Diskografie
- Live CD (1995)
- Veteráni studené války CD (1998)
- Vítkovo kvarteto a Veteráni studené války – (DVD) PP Production 2005
- Best off – B.M.S. 2008
- Per to do mě, ať je po mě 2025